# Erytrea Włoska
Erytrea Włoska (wł. Colonia eritrea) – kolonia włoska w Afryce, istniejąca w latach 1890–1936.

## Historia

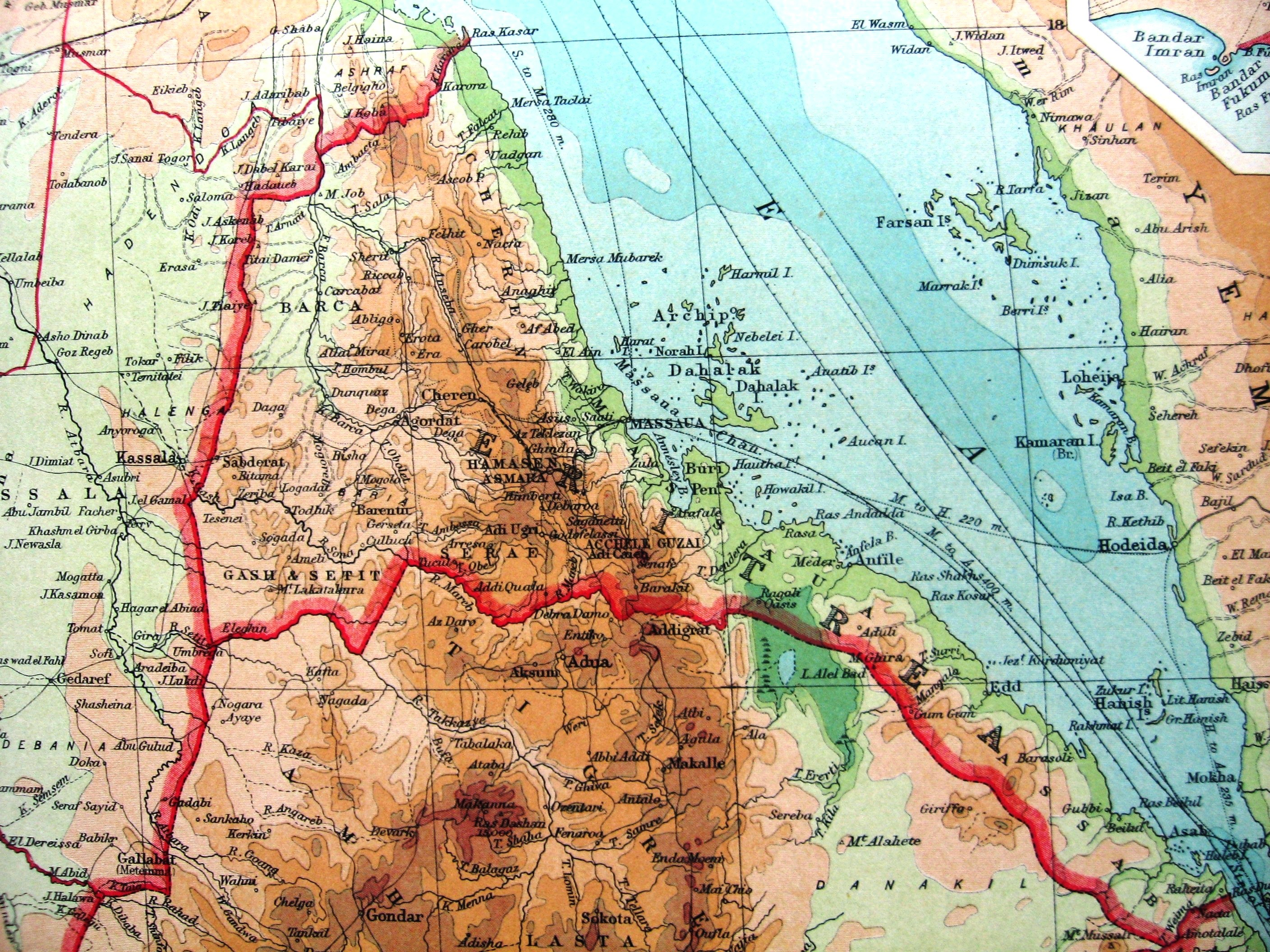
Erytrea Włoska na mapie z 1922 roku

Pod koniec XIX wieku na obszar późniejszej Erytrei Włoskiej zaczęli przybywać Włosi, którzy otrzymali koncesje na eksploatację kopalni soli. W 1885 roku włoskie wojska zajęły port Massaua, a do końca 1889 roku okupowały już większość obszaru, należącego ówcześnie do Etiopii. 
Kolonia powstała na podstawie traktatu z Ucciali z 1889 roku, w którym cesarz Etiopii Menelik II odstąpił Królestwu Włoch część terytorium. Oficjalna proklamacja powstania kolonii miała miejsce w styczniu następnego roku. Po zajęciu przez Włochy Etiopii w następstwie wojny z tym krajem z lat 1935–1936 Erytrea Włoska wraz z Etiopią i Somali Włoskim weszła w skład Włoskiej Afryki Wschodniej, utworzonej 1 czerwca 1936 roku.
W 1941 roku działające pod auspicjami Wielkiej Brytanii siły militarne zajęły Włoską Afrykę Wschodnią, a 15 września 1952 roku na mocy decyzji Zgromadzenia Ogólnego ONZ terytorium włączono do Etiopii na zasadzie federacji. W 1993 roku oderwało się od niej i uzyskało niepodległość jako Państwo Erytrea.